# Sick of It All: The story so far
Sick of It All: The story so far és una pel·lícula documental estatunidenca de 2001 dirigida per Brant Sersen sobre el grup de hardcore punk Sick of It All.

## Argument
La pel·lícula narra per mitjà d'imatges d'arxiu els inicis del grup, explica el seu mètode de composició i retrata la seva vida quotidiana fins a esdevenir una de les bandes referents del hardcore punk.